# Arnaldo Mauri
Arnaldo Mauri (Milano, 18 dicembre 1932 – Milano, 21 novembre 2016) è stato un economista italiano.

## Biografia

### Studi e carriera accademica
Figlio di Ermenegildo Mauri e di Egle Riva, dopo aver frequentato il Liceo classico Cesare Beccaria (allievo di Daniele Mattalia e di Giovanni Maria Bertin), al termine degli studi universitari si è laureato nel 1954 in Economia e Commercio presso l'Università Bocconi di Milano, iniziando subito dopo l'attività di ricerca e di docenza come allievo di Giordano Dell'Amore. Nel periodo 1955-57 ha studiato a Bloomington (Indiana) presso la Kelley School of Business dell'Università dell'Indiana (MBA) sotto la guida di John P. Lewis (che poi sarà Economic Adviser del Presidente John F. Kennedy e Dean della Woodrow Wilson School dell'Università di Princeton). Tornato in Italia, ha conseguito la Libera docenza nel 1962 per poi ottenere nel 1964 l'ordinariato e una cattedra nell'ateneo di Ancona, chiamato da Giorgio Fuà, e ha tenuto corsi nell'Università Bocconi, . Ha successivamente insegnato nell'ateneo di Verona e nell'Università degli Studi di Genova per approdare infine nel 1974 all'Università degli Studi di Milano, dove è stato Direttore dell'Istituto di Economia, per un ventennio, e Preside della Facoltà di scienze politiche (1984-85). In questa facoltà ha tenuto la cattedra di Economia e politica monetaria e poi quella di Economia degli intermediari finanziari sino al 2008. Dal 2001 è Membro effettivo per la Classe di Scienze morali - Sezione di Scienze, giuridiche, politiche ed economiche dell'Istituto Lombardo Accademia di Scienze e Lettere.

### Attività scientifica
Mauri, autore e coautore di alcuni volumi, di parti di volumi e di numerosi articoli pubblicati su riviste italiane e straniere, si è dedicato inizialmente allo studio della banca centrale e dei sistemi bancari per poi orientarsi verso ambiti di ricerca riguardanti la mobilitazione del risparmio, gli intermediari finanziari e il credito nei paesi in via di sviluppo, la finanza informale e il microcredito. Per l'avvio dei suoi studi sull'Etiopia gli furono utili gli incontri con 3 docenti dell'Università di Addis Abeba: Richard Pankhurst, Befekadu Deguefe e, in seguito, anche Dejene Aredo mentre a Dakar nel 1969 avrebbe avuto un incontro con Samir Amin. Presso l'Università di Dar es Salaam nel 1968 partecipò a un seminario su invito di Giovanni Arrighi sullo sviluppo dell'Africa. Sempre in Tanzania, nel 1984, ebbe un incontro col il Presidente Julius Nyerere. Occupandosi dei sistemi bancari dei paesi del Terzo Mondo e in particolare anche di repressione finanziaria nei mercati finanziari rurali, ha consolidato rapporti con Edward S. Shaw della Stanford University. Dale W. Adams dell'Ohio State University e Peter J. Drake dell'Università del New England, successivamente Vice-Chanchellor dell'Università Cattolica Australiana e Pedro Pablo Kuczynski, 45º Presidente del Perù (2016). Ha potuto in tal modo fondare e dirigere per quasi un trentennio la rivista Savings and Development con il supplemento African Review of Money, Finance and Banking. Inoltre fa parte o ha fatto parte dei comitati scientifici o di redazione delle riviste: (1) International Review of Economics, (2) Indian Journal of Applied Economics, (3) Journal of Development Studies, (4) Journal of Financial Management and Analysis, (5) Revue Internationale d'Histoire de la Banque, (6) Acta Universitatis Danubius, (7) Analele Universitatii Spiru Haret, (8) Il Nuovo Management, (9) International Journal of Educational Economics and Development, (10) Economia Internazionale delle Fonti di Energia, (11) Finafrica Bulletin, (12) Economia e Politica Industriale, (13) Annals of the University of Petrosani-Economics, (14) International Journal of Applied Economics and Econometrics (Rutgers). Ha diretto alcune collane di volumi presso l'editore Giuffrè e ha fatto parte del Comitato direttivo della Collana internazionale di saggi monetari, creditizi e bancari (Laterza-Cariplo). È stato membro del Board of Directors dell’International Society for the Advancement of Business Research dell'Università dell'Indiana.

### Attività all'estero e collaborazione con organismi internazionali
Mauri ha compiuto missioni di studio, consulenza e assistenza tecnica in diversi paesi africani, asiatici e dell'Europa orientale per conto delle Nazioni Unite, della FAO, della CEE, della Banca Mondiale, dell'OCSE e di Finafrica anche nel quadro di progetti di cooperazione, i quali beneficiavano dell'aiuto della Cassa di Risparmio delle Provincie Lombarde. In Etiopia, dopo aver illustrato il progetto in un primo incontro con l'Imperatore Hailé Selassié, si è occupato della creazione di un istituto di credito statale specializzato nella raccolta di risparmio e nell'erogazione di mutui per la casa, la Savings & Mortgage Corporation of Ethiopia (oggi Construction & Business Bank) con sede in Addis Abeba e un'articolazione di filiali nel paese.. Questo istituto, dopo l'ascesa del suo presidente alla carica di Governatore della Banca nazionale d'Etiopia, la banca centrale del paese, nel 1975 mutò il nome in Housing and Savings Bank estendendo la propria sfera operativa all'Eritrea con una sede in Asmara. Arnaldo Mauri ne ha ricoperto la carica di consigliere di amministrazione durante il periodo 1970-1975. La carica non gli venne riconfermata per il periodo successivo perché, a seguito di un colpo di Stato, si era insediata nel paese, con l'appoggio sovietico, la dittatura di Menghistu Hailè Mariàm. Il nuovo regime gli consentì tuttavia la continuazione dell'assistenza alla banca. Nei medesimi anni Mauri, a Mogadiscio, dopo un incontro con il presidente somalo Siad Barre. aveva collaborato alla creazione della Somali Savings and Credit Bank una cassa di risparmio nazionale con filiali in tutta la Somalia che ha beneficiato dell'aiuto delle casse di risparmio italiane.. Mauri è stato relatore ufficiale in numerosi convegni indetti da organismi internazionali, fra i quali si ricordano:
- il IX Congresso mondiale della Casse di Risparmio, tenutosi a Roma nel maggio 1969;[17].
- la II Conferenza internazionale delle Nazioni Unite sulla mobilitazione del risparmio nei paesi in via di sviluppo (Kuala Lumpur, maggio 1982), dove è stato chiamato a far parte del Drafting Committee assieme a Edward S. Shaw della Stanford University. a Goran Ohlin dell'Università di Uppsala (dal 1985 al 1992 Assistente del Segretario Generale delle N.U.) e ad André Babeau dell'Université Paris-Dauphine;[18]
- Convegno Financial Policies and Capital Formation in Africa, Cairo 1984. organizzato dall'AABC, Associazione delle Banche Centrali Africane.[19]
- la III Conferenza internazionale delle N.U. sulla mobilitazione del risparmio, tenutasi a Yaoundé nel dicembre 1984 dove ha fatto parte del Comitato scientifico presieduto da Dominique Strauss-Kahn.[20].

Mauri ha tenuto conferenze, seminari e cicli di lezioni presso università, centri di formazione, istituti di ricerca stranieri e per il Centre Africain d'Etudes Monetaires di Dakar. Fra l'altro, è stato ospite dell'Università di Asmara (1964), della Bank of Sudan (Khartoum 1968), della Caisse d'Epargne et de Prévoyance (Algeri 1973), della Japan Foundation (Tokyo, Osaka, Kōbe e Kyoto 1981), dell'Istituto per l'Africa dell'Accademia delle scienze dell'URSS (Mosca 1982), dell'Asociación Latinoamericana de Instituciones Financieras para el Desarrollo (Lima 1984) dell'Asian Development Bank (Manila 1984), della Bank of Tanzania (Dar es Salaam e Arusha 1984), dell'International Institute of Social Studies (L'Aia 1985), dell'East-West Center (Honolulu 1987), della Government Savings Bank of Thailand (Bangkok e Chiang Mai 1988), della Banca Popolare Cinese (Pechino, Canton e Wuhan 1991) della Università di economia di Praga (1992) e della Central Bank of Malta (Valletta) (1991997). È stato membro del Development Cooperation Committee dell’International Savings Banks Institute (1969-1989), comitato presieduto dall'ambasciatore svedese David Wirmark, dell’Indiana University International Business Forum e dell' U.N. Advisory Panel for Human Settlement Fund (1974), presieduto da Pierre-Paul Schweitzer, già Direttore generale del Fondo monetario internazionale.

### Attività in Italia
Negli anni '50 Mauri è stato Segretario della Scuola di perfezionamento in economia aziendale per la formazione di quadri direttivi di azienda della Bocconi diretto dal prof. Dell'Amore, che successivamente si sarebbe trasformata in SDA Bocconi School of Management. Sempre alla Bocconi ha lavorato presso l'IEFE come vicedirettore a fianco del direttore Luigi Guatri. A partire dagli anni settanta ha collaborato con il Centro per l'assistenza finanziaria ai paesi africani (Finafrica), creato dalla Cariplo, dove è stato responsabile dell'attività di ricerca e delle pubblicazioni. Nel 1971 è stato chiamato a far parte del gruppo di lavoro FAO-Cariplo, presieduto da Giordano Dell'Amore, le cui ricerche sono state alla base della Conferenza mondiale sul credito agrario nei paesi in via di sviluppo, tenutasi a Roma presso la FAO nel 1975. È stato sindaco della Banca d'Italia (1987-1998), della Cassa di Risparmio delle Provincie Lombarde, di Monteshell (1963-1973) e di Banca Mediolanum. È stato Presidente della Commissione regionale CONSOB per l'Albo dei promotori finanziari della Lombardia, Vice Presidente di Italgas e dell'Istituto per la Scienza dell'Amministrazione Pubblica e Consigliere di amministrazione di Banca Popolare di Milano durante i mandati di presidenza di Piero Schlesinger e di Francesco Cesarini, di Banca Agricola Milanese e della Fondazione Giordano Dell'Amore. Nel 1999 ha collaborato con la sede di Roma dell'Accademia rumena. È stato membro dei comitati scientifici di alcuni enti, fra i quali si ricorda:
- l'ICEI presieduto dal sen. Michele Achilli;
- la Fondazione Giacomo Brodolini;
- il Centro internazionale studi Luigi Sturzo;
- l'Istituto ligure di ricerche economiche e sociali (oggi Liguria Ricerche);
- il CIRGIS;
- il CNPDS.

## Pubblicazioni
Si elencano alcune pubblicazioni:
Volumi o parti di volumi
- Elementi di tecnica bancaria (con Tancredi Bianchi e Guido Rossi), Lecco, 1959;
- La struttura del sistema della Riserva federale degli Stati Uniti d'America, Giuffrè, Milano 1960;
- Electric development in Italy and nuclear power utilization (con Luciano Selmi), in Robert McKinney, Report to the Joint Committee on Atomic Energy, Congress of the United States, Washington D.C., 1960;
- Le riserve obbligatorie di liquidità nel sistema bancario statunitense, Giuffrè, Milano 1962;
- Il mercato del credito in Etiopia, Milano 1967;
- A policy to mobilize rural savings in developing countries in J.D. Von Pischke, Dale W. Adams and Gordon Donald (eds), Rural Financial Markets in Developing Countries, The Johns Hopkins University Press, Baltimora, 1983, ISBN 0-8018-3074-5;
- Rural financial intermediation in African countries (con Mario Masini), in L.L. Waters and T.P. Hustad (eds.), Business Adaptations to Varying National Recoveries, Indiana University, Bloomington, 1983;
- Banking in Italy: a strategic response to disintermediation in mid-80s (con Remo Arduini), in L.L. Waters and T.P. Hustad (eds.), Managing amidst Tensions and Conflicts in a Global Economy, Indiana University. Bloomington, 1984;
- The Mobilization of Household Savings, a Tool for Development, 2nd ed., Milano 1983;
- Politiques d'épargne et variation du taux d'echange dans le cadre d'un programme de stabilisation d'un pays en développement importateur de pétrole (con Oscar Garavello), in D. Kessler e P-A. Ullmo (eds.), Epargne et développement, Economica, Parigi, 1985, ISBN 2-7178-0855-8.
- Problematiche finanziarie dello sviluppo rurale, Giuffrè, Milano, 1989, ISBN 88-14-02061-2;
- The role of innovatory financial technologies in promoting rural development in LDCs, in Achille Agnati, Davide Cantarelli e Aldo Montesano (eds), Essays in Memory of Tullio Bagiotti, CEDAM, Padova 1988, ISBN 88-13-16089-5;
- Squilibri demografici ed immigrazione: il caso dell'Italia, in Giuseppe Gaburro, Romano Molesti e Giovanni Zalin, Economia, Stato e Società. Studi in Memoria di Guido Menegazzi, IPEM, Pisa, 1990;
- Sistemi di finanza formale ed informale: possibili interconnessioni, in Franco Volpi (a cura di), Problemi della finanza informale e del microcredito nei PVS, Dipartimento di Scienze Economiche, Università degli Studi di Firenze, 1998;
- Presentazione, Ercole Tuccimei, La Banca d'Italia in Africa, Laterza, Bari, 1999, ISBN 88-420-5686-3
- Economia sommersa, finanza informale e microcredito nei paesi emergenti, in Arnaldo Mauri e Cesare Conti, Finanza informale, finanza etica e finanza internazionale nelle piccole e medie imprese, Giuffré, Milano 2000, ISBN 88-14-08466-1.

Articoli su riviste
- "Der Einfluss grosser Industrieunternehmen auf die mittleren und kleinen Zuliefererbetriebe", Internationales Gewerbearchiv, Universitat St. Gallen, ISSN 0020-9481, n. 2, 1960;
- "Qualche considerazione su alcune previsioni dell'Euratom", Economia Internazionale delle Fonti di Energia, ISSN 1125-1263, Vol. IV, n. 4, 1960;
- "La genesi della banca centrale in Kenia, in Tanzania e in Uganda", Il Risparmio, Vol. XVIII, n. 1, 1970;
- "Economic Briefs: France, Germany, Italy, Spain" (con Oscar Ozaeta, Salvatore Teresi, Michael P. Voute), Business Horizons, ISSN 0007-6813. Vol. 21, n. 6, 1978;
- "Le crédit dans la colonie italienne d'Erithrée, 1888-1935", Revue Internationale d'Histoire de la Banque, ISSN 0080-2611, n. 20-21, 1980;
- "Der Staat als verbogener Bankier in Italien", Die Industrie Vol. 20, 1980;
- "The Potential for Savings and Financial Innovation in Africa", Savings and Development, ISSN 0393-4551, Vol. VII, n. 4, 1983;
- "A note on the role of LDC's securities markets in savings mobilization" (con Andrea Calamanti), The Journal of Development Studies, Vol. V, 1983;
- "La evolución financiera y la funcion de los bancos centrales in Africa" (con Clara Caselli), CEMLA Boletin, ISSN 0008-9958, Vol. 35, 1985;
- "Innovación financiera y desarrollo rural", Ahorro, ISSN 0002-2055, nn. 198-199, 1986;
- "Un'occasione del recente passato per riflettere sul presente" (con Lamberto Dini e Jack Revell), Rivista Milanese di Economia, Vol. 31, 1989;
- "Risparmio e credito nel pensiero di Giordano Dell'Amore", Il Risparmio, ISSN 1971-9515, Vol. XLIV, n. 6, 1996;
- "The early development of banking in Ethiopia", International Review of Economics, ISSN 1865-1704, Vol. L, n. 4, 2003;
- "Evaluarea expunerii firmelor la riscul valutar: Consideraṭii generale" (con Claudia Baicu), Analele Universităţii Spiru Haret, ISSN 1843-5068, n. 7, 2007;
- "La fase iniziale di sviluppo del sistema bancario romeno" (con Claudia Baicu),Rendiconti dell'Istituto Lombardo di Scienze e Lettere, Vol. 142, 2008;
- "Corporate financial risk managenent: governance and disclosure post IFRS7" (con Cesare Conti), The JCFAI Journal of Fiancial Risk Management, ISSN 0972-916X, Vol. V, n.2, 2008;
- "Il sistema bancario romeno fra le due guerre" (con Claudia Baicu), Rivista di Storia Finanziaria, ISSN 1721-6060, n. 22, 2009;
- "The Re-estabishment of the National Monetary and Banking System in Ethiopia, 1941-1963", The South African Journal of Economic History, ISSN 1011-3436, Vol. 24, n. 2. 2009;
- "The short life of the Bank of Ethiopia", Acta Universitatis Danubius- Œconomica, ISSN 2065-0175, Vol. VI, n. 4, 2010.
- "Il Risorgimento e l'oltre Adriatico: l'atteggiamento delle grandi potenze", Fiume - Rivista di Studi Adriatici, Anno XXXVI, n. 1-6, 2016. ISSN 2421-1125;

Working Paper
- La tutela del risparmio dopo i casi Argentina e Parmalat, WP DEAS, Università degli Studi di Milano, n. 8/2005.
- La presentazione di una storia delle frontiere orientali italiane: una occasione per riflettere sulle determinanti storiche, economiche e geopolitiche dei confini, WP DEAS, Università degli Studi di Milano, n. 41/2007;
- L'oltre Adriatico, un obiettivo mancato nel processo di unificazione nazionale: cause e conseguenze politiche ed economiche, WP DEAS, Università degli Studi di Milano, n. 9/2011;
- Giordano Dell'Amore per l'Africa: il progetto Finafrica, WP DEMM, Università degli Studi di Milano, n. 15/2014.

## Onorificenze
- Distinguished Honorary Membership, Society for Advancement of Management, Indiana University, Bloomington, 16 febbraio 1956.
- Certificate: Distinguished Faculty Associate of the School of Business, Indiana University, Bloomington, 12 gennaio 1957.
- Medaglia d'oro ai benemeriti della scuola, della cultura e dell'arte, conferitagli dal Presidente della Repubblica il 2 giugno 1978.
- Medaglia d'argento da parte dell’International Savings Banks Institute, Ginevra, 2 giugno 1983.
- Medaglia d'oro della Camera di Commercio di Milano, 17 giugno 1990.